# ليزا هيلتون
ليزا هيلتون (بالإنجليزية: Lisa Hilton)‏ هي عازفة بيانو أمريكية، ولدت في القرن العشرين في سان لويس أوبيسبو في الولايات المتحدة.

## وصلات خارجية
- ليزا هيلتون على موقع ميوزك برينز (الإنجليزية)
- ليزا هيلتون على موقع أول ميوزيك (الإنجليزية)
- ليزا هيلتون على موقع ديسكوغز (الإنجليزية)